# Wydawnictwo Morskie
Wydawnictwo Morskie – polskie wydawnictwo książkowe istniejące z przerwami w latach 1951–1992. Założone jako Wydawnictwa Morskie, koncentrowało się na produkcji książek o tematyce marynistycznej. 
Początkowo miało siedzibę w Sopocie. 1 stycznia 1952 roku instytucja została zlikwidowana, a jej zadania redakcyjne przekazano Wydawnictwom Komunikacyjnym w Warszawie oraz Państwowym Wydawnictwom Technicznym. Na bazie rozwiązanego wydawnictwa utworzono Oddział Morski Wydawnictw Komunikacyjnych przy ulicy Waszyngtona w Gdyni. 1 stycznia 1957 roku oddział został przekształcony w podlegające  Ministerstwu Kultury i Sztuki Wydawnictwo Morskie z siedzibą w Gdyni. W 1969 roku przeniesiono siedzibę instytucji do czterokondygnacyjnego budynku w Gdańsku przy ulicy Szerokiej 38/40. W latach 1970–1981 instytucja miała swój oddział w Bydgoszczy. 
W latach 1980–1981 wydawnictwo częściowo zmieniło charakter edytorski. Poza beletrystyką, pracami naukowymi i popularnonaukowymi Wydawnictwo Morskie zaczęło dodatkowo publikować zagadnienia związane z  aktualną sytuacją na Wybrzeżu. Wydrukowano 2 wydania albumu „Solidarność” ze zdjęciami ze strajku sierpniowego, pracę zbiorową poświęconą o Lechowi Wałęsie, oraz najważniejsze fragmenty obrad plenum Międzyzakładowego Komitetu Strajkowego w Stoczni Gdańskiej. Działalność ta przyczyniła się do wszczętej w marcu 1982 roku weryfikacji pracowników. Wydawnictwo Morskie było jedynym wydawnictwem w Polsce, które poddano weryfikacji, w ramach której każdy z redaktorów był przesłuchany indywidualnie przez zespół osób z gdańskiego Komitetu Wojewódzkiego PZPR, Marynarki Wojennej, Komitetu Wojewódzkiego MO, Ministerstwa Kultury i Sztuki oraz Gdańskiego Urzędu Kontroli Publikacji i Widowisk. 
7 grudnia 1992 roku ogłoszono upadłość Wydawnictwa Morskiego.

## Wybrane publikacje
1951:
- Jerzy Trepka, Język angielski dla marynarzy' (1951, 120 ss.)[4]

1958:
- Stanisław Bernatt, Zaginione żaglowce (1958, 23 ss.)[5]
- Jan Karnowski (Wôś Budzysz), Nowotné spiéwë i wiersze, seria: Biblioteczka Kaszubska (1958, 138 ss.)[6]

1959:
- Zygmunt Brocki, Port Gdański (1959, 39 ss.)[7]
- Lech Bądkowski, Połów nadziei (1959, 284 ss.)
- Stanisław Maria Saliński, Jedenasty list Kamilli Colon (1959, 200 ss.)[8]

1960:
- Stanisław Łaszczyński, Dlaczego rozwijamy rybołówstwo morskie (1960)[9]

1961:
- Henryk Edel Kryński, Województwo gdańskie : studium społeczno-gospodarcze (1961, 455 ss.)[10]
- Jerzy Pertek, Dzieje ORP Orzeł (1961, 151 ss.)[11]

1963:
- Wybrane zagadnienia ekonomiki morskiego przemysłu rybnego tom 1, red. Józef Kulikowski (1963, 326 ss.)[12]

1964:
- Maria Pruszkowska, Życie nie jest romansem, ale... (1964, 188 ss.)[13]
- Sławomir Sierecki, Oberża w Terracinie (1964, 168 ss.)[14]
- Izabella Trojanowska, Pojezierze Kaszubskie (1964, 47 ss.)[15]
- Władysław Wątorski, Portowe urządzenia przeładunkowe (1964)[16]

1965:
- Stanisław Bernatt, Hebanowy most przez Atlantyk (1965)[17]
- Zbigniew Flisowski, Bitwy w mroku, seria "Miniatury morskie" (1965, 62 ss.)[18]

1966:
- Stanisław Ordon, Polska marynarka wojenna w latach 1918-1939. Problemy prawne i ekonomiczne (1966, 311 ss.)[19]

1967:
- Andrzej Perepeczko, Pierwsza podróż dookoła świata (1967, 64 ss.)[20]

1968
- Marian Bielski, Na linii życia i śmierci (1968, 324 ss.)[21]
- Wacław Odyniec, Roman Wapiński, Kazimierz Podoski, Ziemia sztumska (1968, 223 ss.)[22]
- Malwina Szczepkowska, 20 lat teatru na Wybrzeżu (1968, 399 ss.)[23]

1969:
- Zenon Ciesielski, Teatr Polski w Wolnym Mieście Gdańsku 1920-1939 (1969, 328 s.)[24]
- Walenty Z. Milenuszkin, Kapitanowie na piasku (1969, 180 ss.)[25]
- Janusz Wolniewicz, Porty, palmy i Polacy (1969)[26]

1970:
- Krzysztof Dunin-Wąsowicz, Obóz koncentracyjny Stutthof (1970, 308 ss.)[27]
- Włodzimierz Głowacki, Wspaniały świat żeglarstwa (1970, 414 ss.)[28]
- Edmund Kosiarz, Bitwy morskie (1970, 641 ss.)[29]
- Alan Villiers, Morze Koralowe (1970, 258 ss.)[30]
- Roman Wapiński, Pierwsze lata władzy ludowej na Wybrzeżu (1970, 148 ss.)[31]

1971:
- Jerzy Doerffer, Organizacja produkcji w stoczni (1971, 540 ss.)[32]
- Ildefons Piotrowski, Okrętowe silniki spalinowe (1971, 800 ss.)[33]
- Maria Pruszkowska, Życie nie jest romansem, ale..., wyd. III (1971, 188 ss.)[34]
- Witold Supiński, Mieczysław Lechowski, Torpedowce i niszczyciele (seria: Biblioteka „Morza”, 1971, 150 ss.)[35]

1972:
- Zofia Drapella, Mity i legendy morskie (1972, 315 ss.)[36]
- Franciszek Mamuszka, Kościerzyna i ziemia kościerska (1971, 387 ss.)[37]

1973:
- Wiktor Adamkiewicz, Maszyny i urządzenia przetwórstwa rybnego, seria: „Biblioteka Przemysłu Rybnego” (1973, 478 ss.)[38]

1974:
- Ewart Brookes, Gdziekolwiek dopełni się twój los (1974, 322 ss.)[39]
- Kalendarz Gdański 1975 (1974, 212 ss.)[40]
- Henryk Kabat, Dar Pomorza (1974, 174 ss.)[41]
- Jan Łopuski, Prawo morskie (1974, 622 ss.)[42]
- Wacław Odyniec, Jerzy Romuald Godlewski, Ziemia pucka. Przeszłość i teraźniejszość (1974, 234 ss.)[43]
- Andrzej Perepeczko, O panowanie na Morzu Śródziemnym, seria: „Wojny morskie” (1974, 252 ss.)[44][45]

1975:
- Edmund Kosiarz, Bałtyk w ogniu (1975, 248 ss.)[46]
- Halina Stefanowska, Rozśpiewane morze (1975, 402 ss.)[47]

1976:
- Walentyn Z. Milenuszkin, Wybierać kotwicę (1976, 224 ss.)[48]
- Brunon Zwarra, Gdańszczanie (tomy I–IV, 1976)[49]

1978:
- Eugeniusz A. Daszkowski, Morskie progi (1978, 132 ss.)[50]
- Stanisław Gierszewski, Elbląg, przeszłość i teraźniejszość, wyd. 2, poprawione i rozszerzone (1978, 255 ss.)[51]
- Historia Gdańska Historia Gdańska tom I do roku 1454 red. Edmund Cieślak (1978, 784 ss.)[52]
- Edmund Kosiarz, Wojny na Bałtyku X-XIX w. (1978, 484 ss.)[53]
- Richard Walter, Wyprawa lorda Ansona dookoła świata 1740-1744 (1978, 231 ss.)[54]

1979:
- Władysław Szczerkowski, ORP „Błyskawica” (1979, 145 ss.)[55]
- Kazimierz Ślaski, Dawni żeglarze Oceanii, seria „Historia Morska” (1979, 176 ss.)[56]

1980:
- Czesław Czerniawski, Zdobywać morską dal (1980, 228 ss.)[57]
- Lesław Furmaga, Między strugami deszczu (1980, 140 ss.)[58]
- Czesław Jerys, Budownictwo okrętowe w Gdyni 1920-1945 (1980, 347 ss.)[59]
- Edmund Kosiarz, Salwy nad zatoką (1980, 304 ss.) ISBN 83-215-3237-3[60]
- Edward Obertyński, Pirackie przygody (1980, 128 ss.)[61]

1981:
- Edmund Kosiarz, Flota białego orła, wyd. 2 (1981, 688 ss.)[62]
- Józef Lisowski, Okrętowe systemy antykolizyjne (1981, 128 ss.)[63]
- Jerzy Mazurczyk, Zwycięskie rejsy (1981, 194 ss.)[64]

1982:
- F. Braudel, F. Coarelli, M. Aymard, Morze śródziemne (1982, 140 ss.)[65]
- Historia Gdańska tom 2 (1454-1655) red. Edmund Cieślak (1982)[66]
- Jan Łopuski, Encyklopedia podręczna prawa morskiego (1982, 160 ss.)[67]
- Andrzej Perepeczko, Komandosi w akcji seria: Wojny morskie (wyd. II, 1982, 256 ss.) ISBN 83-215-3256-X[68]
- Zdzisław Skrok, Świat piratów morskich (1982, 218 ss.) ISBN 83-215-3248-9[69]

1983:
- Tadeusz Białas, Liga Morska i Kolonialna 1930-1939 (1983, 294 ss.)[70]
- Grzegorz Musiał, Czeska biżuteria (1983, 184 ss.) ISBN 83-215-8241-9[71]
- Maria Odyniec, Gdynia w prasie niemieckiej Wolnego Miasta Gdańska (1983)[72]
- Kazimierz Robak, Pogorią na koniec świata (1983, 208 ss.)[73]
- Andrzej Twerdochlib, Pod parasolem (1983, 160 ss.)[74]

1984:
- Gdańsk 1939. Wspomnienia Polaków-Gdańszczan, wybór i opracowanie Brunon Zwarra (1984)[75]
- Stanisława Górkiewicz, Owiana legendą. Historia Wartowni nr 1 na Westerplatte (1984, 25 ss.)[76]
- Jakub Zdzisław Lichański, O zwyczaju morskiej bitwy (1984, 234 ss.)[77]
- Brunon Zwarra, Wspomnienia gdańskiego bówki (tom I: 1984)[78]

1985:
- Jan Gozdawa-Gołębiowski, Od wojny krymskiej do bałkańskiej. Działania flot wojennych na morzach i oceanach w latach 1853-1914 (1985)[79]
- Edmund Kotarski, Trzymajmy się morza. Problemy morza w opinii Rzeczypospolitej XVIII wieku (1985, 429 ss.)[80]
- Jerzy Litwin, Modelarstwo okrętowe. Minivademecum, seria „Biblioteka MORZA” (1985, 165 ss.)[81]
- Bolesław Mazurkiewicz, Stałe pełnomorskie platformy żelbetowe (1985, 199 ss.)
- Jan Kazimierz Sawicki, Stanisław Andrzej Sobiś, Na alianckich szlakach 1939-1946 (1985, 252 ss.)[82]
- Brunon Zwarra, Wspomnienia gdańskiego bówki (tom II: 1985)[78]

1986:
- Bolesław Mazurkiewicz, Encyklopedia inżynierii morskiej (1986, 102 ss.)[83]
- Marek Soroka, Polskie okręty wojenne 1945-1980 (1986, 202 ss.)[84]
- Brunon Zwarra, Wspomnienia gdańskiego bówki (tom III: 1986)[85]

1987:
- Stanisław Goszczurny, Mewy (1987, 270 ss.) seria: Z konikiem morskim ISBN 83-215-8293-1[86]
- Zofia Jabłkowska, Zjawiał się zawsze wieczorem, seria: Z Konikiem Morskim (1987, 192 ss.) ISBN 83-215-8289-3[87]
- Kazimierz Parkita, Wspomnienia lekarza okrętowego ze służby (1987, 292 ss.)[88]
- Czesław Tomczyk, Marynarska odyseja (1987, 200 ss.)[89]
- Brunon Zwarra, W gdańskiej twierdzy (1987)[90]

1988:
- Marian Biskup, Gerard Labuda, Dzieje Zakonu Krzyżackiego w Prusach. Gospodarka - społeczeństwo - ideologia (1988, 624 ss.)[91]
- Jan Kazimierz Sawicki, Odrodzenie żeglugi morskiej w Polsce (1988, 440 ss.)[92]
- Jerzy Wadowski, Pieśni spod żagli (1989, 227 ss.)[93]
- Andrzej Żurowski, Zasoby i sposoby. Przegląd dramaturgii polskiej 1970-1984 (1988, 196 ss.) ISBN 83-215-7853-5[94]

1990:
- Aleksander Grobicki, Skarby na dnie mórz (1990, 276 ss.) ISBN 83-215-4048-1[95]
- Andrzej Perepeczko, Coronel i Falklandy (1990, 212 ss.) ISBN 83-215-3285-3[96]
- Sławomir Sierecki, Pałace Minotaura (1990, 142 ss.)[97].
- Zdzisław Skrok, Odkrywcy oceanów (1990, 236 ss.)[98]

1993:
- Józef Świniarski, Petrica Cetinić, Technologia połowu organizmów morskich (1993, 472 ss.)[99]

1996:
- Brunon Zwarra, Wspomnienia gdańskiego bówki (tom IV: 1996)[100]

1997:
- Brunon Zwarra, Wspomnienia gdańskiego bówki (tom V: 1997)[101]